# Các tu viện ở San Millán de la Cogolla
San Millán de Suso và San Millán de Yuso là hai tu viện nằm ở làng San Millán de la Cogolla, La Rioja, Tây Ban Nha. Chúng đã được UNESCO công nhận là Di sản thế giới từ năm 1997.
Suso và Yuso có nghĩa là "trên" và "dưới" trong tiếng Castilla cổ xưa. Suso là tu viện cũ hơn (thế kỷ 6) và được cho là xây dựng trên một ẩn thất, nơi mà thánh Emilian của Cogolla sinh sống. Nhưng nó nổi tiếng hơn khi là nơi mà cụm từ trong tiếng Tây Ban Nha và tiếng Basque được viết đầu tiên tại đây. UNESCO đã xác nhận đây là "nơi sinh của ngôn ngữ Tây Ban Nha viết và nói hiện đại".